# Rock 'n' Rolling Stones
Rock 'n' Rolling Stones is een compilatiealbum van The Rolling Stones, uitgegeven in 1972. Het bereikte #14 in de Britse hitlijst. Opmerkelijk is dat op het album 5 Chuck Berry-covers staan.

## Nummers
1. Route 66 (Bobby Troup)
2. The Under Assistant West Coast Promotion Man (Nanker Phelge)
3. Come On (Chuck Berry)
4. I'm Talking About You (Chuck Berry)
5. Bye Bye Johnny (Chuck Berry)
6. Down the Road Apiece (Don Raye)
7. I Just Want to Make Love to You (Willie Dixon)
8. Everybody Needs Somebody to Love (Bert Russel/Solomon Burke/Jerry Wexler)
9. Oh Baby (We Got A Good Thing Goin') (Barbara Lynn Ozen)
10. 19th Nervous Breakdown (Jagger/Richards)
11. Little Queenie (live) (Chuck Berry)
12. Carol (live) (Chuck Berry)